# Gelbwestenbewegung

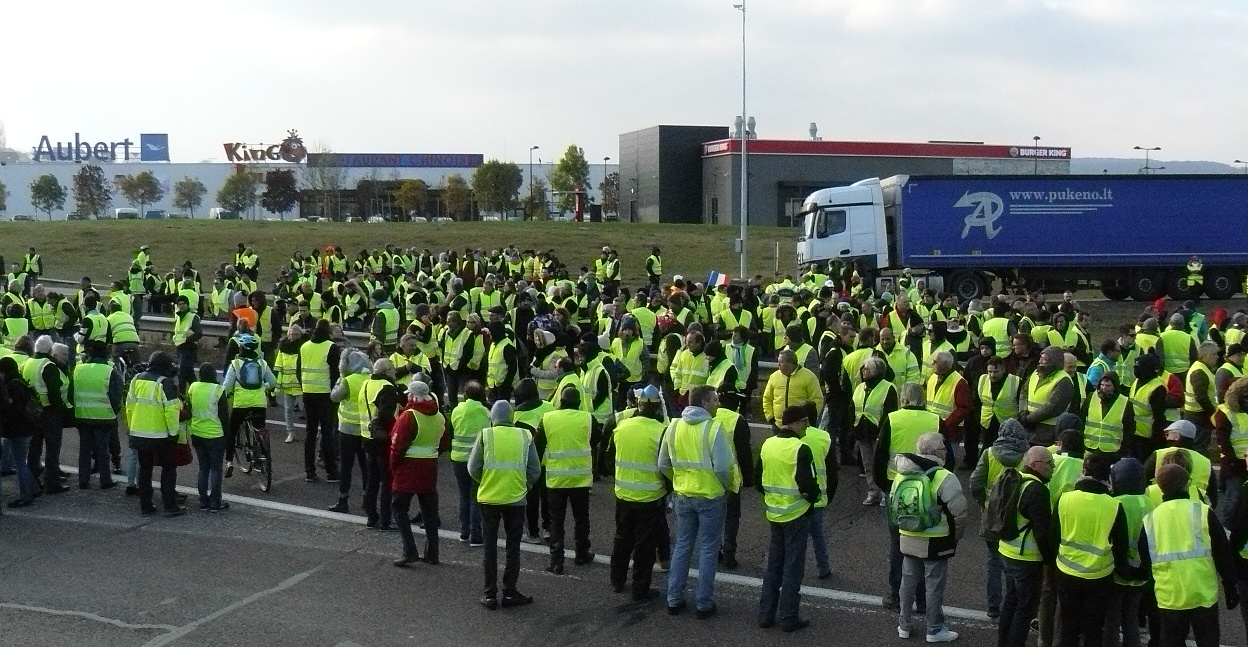
Gelbwesten blockieren am 17. November 2018 die Route nationale 19 bei Vesoul (Haute-Saône)

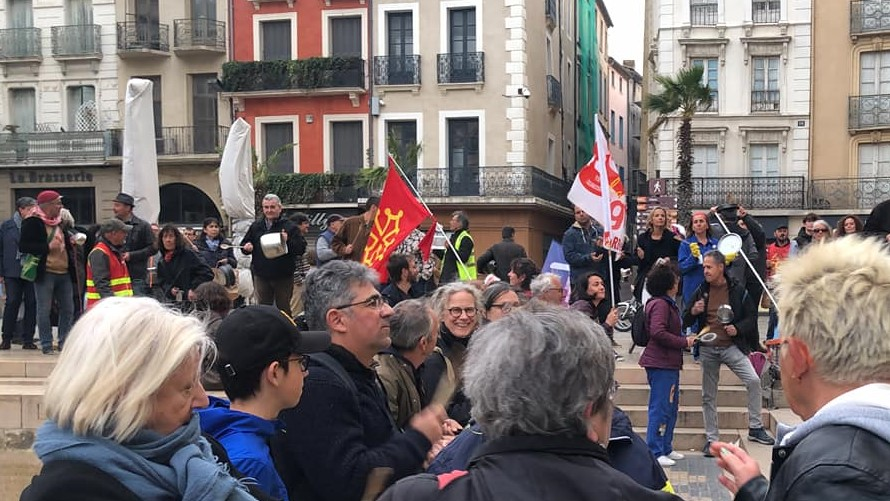
Demonstration in Narbonne (Okzitanien)

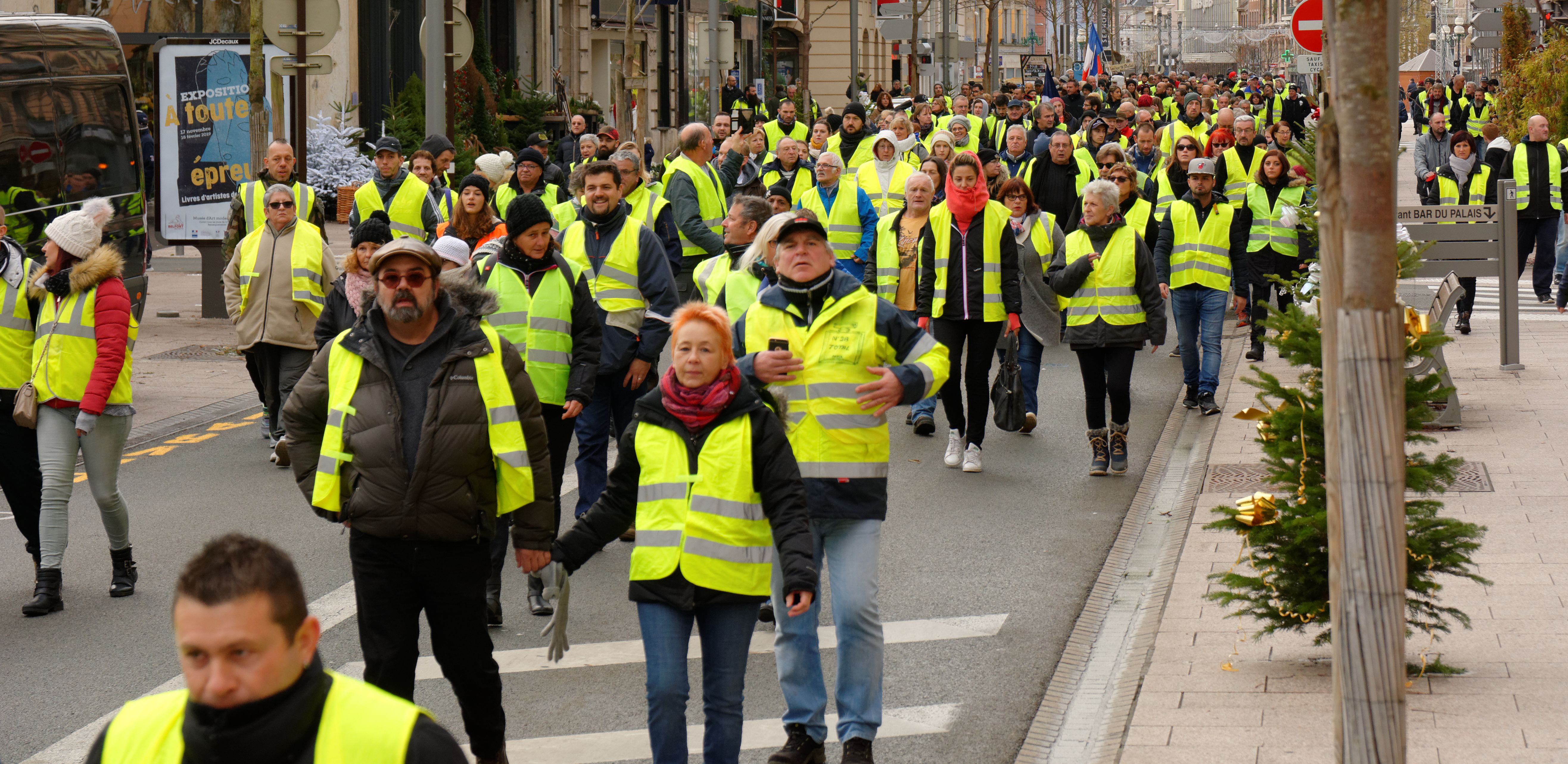
Demonstration in Belfort am 1. Dezember 2018

Die Gelbwestenbewegung (französisch Mouvement des Gilets jaunes) war eine überwiegend über soziale Medien organisierte Bürgerbewegung in Frankreich, die zwischen November 2018 und ihrem Abflauen im Frühjahr 2019 landesweite Proteste ausrief. Die Bezeichnung leitet sich von den gelben Warnwesten ab, die die Protestierenden als Erkennungszeichen trugen. Die jeweils am Samstag über mehrere Monate stattfindenden Demonstrationen der „Gelbwesten“ begannen zunächst als Protest gegen eine von Präsident Emmanuel Macron zur Finanzierung und Durchsetzung der Energiewende in Frankreich geplante höhere Besteuerung fossiler Kraftstoffe (insbesondere Diesel).
Später wurden weitere Forderungen aufgestellt, etwa die Anhebung des Mindestlohns und der Renten sowie die Einführung eines „basisdemokratischen“ RIC (référendum d’initiative citoyenne), mit dem die politischen Belange stärker direkt mitgestaltet werden sollen.
Die politische Ausrichtung ihrer Anhänger ist uneinheitlich und reicht von extremen Nationalisten bis zu anarchistischen Aktivisten; die Bewegung verfügte weder über ein Programm noch gibt es Ansprechpartner oder offizielle Sprecher. Die Proteste waren wiederholt von gewalttätigen Krawallen (inklusive Brandstiftungen) begleitet und einer Radikalisierung einiger Demonstranten über die Monate.

## Verlauf
Die Proteste richteten sich anfänglich gegen die geplanten zusätzlichen Treibstoffabgaben ab dem 1. Januar 2019 von 7 Cent auf den Liter Diesel und 3 Cent auf den Liter Benzin, nachdem schon im Jahr 2018 ein allgemeiner Preisanstieg von 18 Prozent zu verzeichnen war. Zu den Initiatoren und Sprechern der Bewegung zählen die ehemalige Bankangestellte Priscillia Ludosky, der Fernfahrer Éric Drouet, die Hypnotherapeutin Jacline Mouraud und die Krankenpflegerin Ingrid Levavasseur. Ludosky veröffentlichte im Mai eine Online-Petition gegen die Erhöhung der Treibstoffabgaben, die tausendfach unterzeichnet wurde.
Im Zuge der weiteren Geschehnisse veröffentlichte die Bewegung eine aufgrund einer Internetabstimmung entstandene Liste mit über 40 Forderungen, darunter die Erhöhung des Mindestlohns, die Erhöhung der Renten und die Wiedereinführung der im Vorjahr abgeschafften Vermögenssteuer.
Mitglieder der Bewegung forderten im Internet und während der Demonstrationen mehr direkte Demokratie.
Die Einführung eines Bürger- oder Volksinitiativen-Referendums war eine der Hauptforderungen der Bewegung und zielt darauf ab, die Verabschiedung von Gesetzen zu ermöglichen, ohne den Weg über das Parlament zu gehen.
In Aufrufen wurde das System der Schweiz als Beispiel zitiert.
Zudem wurden Maßnahmen gegen Steuerflucht und zur Unterstützung von Einzelhandelsgeschäften gefordert.

### November und Dezember 2018
Am ersten Protesttag, Samstag, 17. November 2018 wurden ca. 2000 Straßensperren eingerichtet. An dem Protest nahmen etwa 300.000 Menschen teil. Die Bewegung organisierte sich über die sozialen Medien und der Protest war nahezu gleichmäßig über das ganze Land verteilt. Viele Teilnehmer bekundeten in der Presse, noch niemals in ihrem Leben öffentlich protestiert zu haben. Am Rande der Demonstration kam es in Paris zu Ausschreitungen von Demonstranten, die zum Elysée-Palast, dem Regierungssitz des Präsidenten Macron, vordringen wollten.
Am folgenden Samstag, den 24. November, nahmen in ganz Frankreich etwa 106.000 Menschen an den Protesten teil. In Paris demonstrierten etwa 8000 Menschen, davon allein ca. 5000 auf den Champs-Élysées. An diesem zweiten Protesttag kam es zu schweren Ausschreitungen mit Straßenblockaden und Brandstiftung.
Am 1. Dezember kam es zu erneuten Protestkundgebungen. Nach AFP-Angaben mobilisierte die Regierung rund 5000 Polizisten; es kam zu den bisher gewaltsamsten Ausschreitungen gegen die Polizei, bei denen Demonstranten mehrfach Straßenblockaden errichteten, Fahrzeuge in Brand setzten und Geschäfte und Bankfilialen plünderten. Nach Regierungsangaben versammelten sich 5.500 Demonstranten auf den Champs-Élysées, darunter gewaltbereite Unruhestifter (geläufige französische Bezeichnung „casseurs“). Am 3. Dezember 2018 meldete das Bildungsministerium die teilweise Blockade von mehr als einhundert Gymnasien im ganzen Land. Der Protest richtete sich gegen die von der Macron-Regierung geplante Reform des Abiturs und der Gymnasien im Allgemeinen. Am gleichen Tag blockierten zusammen mit den Taxifahrern mehrere hundert Ambulanzwagenfahrer die Place de la Concorde. Am 4. Dezember wurde bekannt, dass die französische Regierung die geplante Erhöhung der Steuern auf Benzin und Diesel zunächst nicht zum 1. Januar 2019 umsetzen wolle.
Laut Schätzung des Innenministeriums demonstrierten am folgenden Samstag, den 8. Dezember, etwa 125.000 Menschen in ganz Frankreich. Nach Medienangaben waren 120.000 Polizisten im Einsatz. Die Polizei führte mehr als 700 Festnahmen durch, darunter 575 in Paris. Touristen-Attraktionen – wie der Eiffelturm und der Louvre – sowie zahlreiche Geschäfte blieben aus Furcht vor Chaos und Plünderungen geschlossen.
Nach Angaben des Innenministeriums demonstrierten am fünften Demonstrationstag, dem 15. Dezember 2018, in Paris 4.000 und im ganzen Land 66.000 Gelbwesten. Ihnen gegenüber standen 69.000 Ordnungskräfte. In Paris wurden 168 Personen festgenommen. Am Ende des Tages rief Innenminister Castaner dazu auf, die seit dem 17. November dauerhaft besetzten Kreisverkehre zu räumen. Nichtsdestotrotz kam es am 22. Dezember 2018 mit deutlich geringerer Beteiligung (nur noch rund 33.600 Gelbwesten) zu erneuten Protesten und Demonstrationen.
Am 29. Dezember 2018 protestierten 800 Gelbwesten in Paris vor den Sendern BFM TV und France Télévisions. Auch in Lyon, Toulouse, Bordeaux, Metz, Amiens, Rouen und Marseille versammelten sich zahlreiche Personen der Bewegung.

### Frühjahr 2019
Regierungssprecher Benjamin Griveaux sagte am 4. Januar 2019, die überwiegende Mehrheit der Gelbwesten halte sich an die Gesetze; die Bewegung sei aber eine Sache von Aufwieglern geworden, die die Regierung stürzen wollten. Am achten Protestsamstag, dem 5. Januar, zählte das Innenministerium im ganzen Land 50.000 Demonstranten. Im Vergleich zur Vorwoche nahm damit die Beteiligung wieder zu, lag aber weit unter den Zahlen von November und Anfang Dezember. In Paris setzte die Polizei erneut Tränengas ein, nachdem sie von den zunächst friedlichen Demonstranten u. a. mit Flaschen beworfen wurde.
Am folgenden Samstag, dem 12. Januar, dem neunten aufeinanderfolgenden Protestsamstag, lag die Zahl der Demonstranten bei 84.000 landesweit, davon 8.000 in Paris. Am 19. Januar gingen in Frankreich erneut rund 84.000 Demonstranten auf die Straße, davon 7.000 in Paris; in Toulouse gab es hingegen eine Rekordbeteiligung mit erstmals 10.000 Aktivisten.
In der Folgewoche kündigten einige Gelbwesten um Ingrid Levavasseur, eine der Gründungspersonen der Bewegung, eine Kandidatur bei der Europawahl im Mai mit einer eigenen Liste namens Rassemblement d’initiative citoyenne an – in Anspielung auf das geforderte Referendum d’initiative citoyenne. Andere Flügel und Persönlichkeiten der Bewegung, darunter Eric Drouet, lehnen diese Initiative ab und zeugten so von zunehmenden Spannungen innerhalb der Gelbwesten. Am Samstag, 26. Januar, dem elften in Folge, nahmen rund 69.000 Aktivisten an Demonstrationen teil, darunter 4.000 in der Hauptstadt; Demonstrationen gab es erneut auch in allen bedeutenden Provinzstädten. Am folgenden Tag demonstrierten etwa 10.500 Personen in Paris für die Grundfreiheiten der Republik sowie Ruhe und Ordnung. Erkennungszeichen dieser Gruppierung waren rote Halstücher (Foulards rouges). Auf ihrer Facebook-Seite forderten die Rotschals ein Ende der Gewalt, der Straßenblockaden sowie die Wiederherstellung der öffentlichen Ordnung und der individuellen Freiheiten. Am selben Wochenende tagte in Commercy eine „Versammlung der Versammlungen“ der Gelbwesten und formulierte einen Aufruf; diese Gruppierung lehnt die Teilnahme an den Europawahlen strikt ab.
Der zwölfte Demonstrationstag, am ersten Samstag im Februar 2019, wurde von den Organisatoren den zu Tode gekommenen, verletzten und inhaftierten Gelbwesten gewidmet; die Teilnehmerzahlen waren mit 69.000 landesweit rückläufig. Ein Treffen des italienischen Vizepremiers Luigi Di Maio von der Fünf-Sterne-Bewegung (M5S), der bereits in der Vergangenheit seine Sympathie für die französische Protestbewegung bekundet hatte, mit Aktivisten der Gelbwestenbewegung Anfang Februar führte zu Spannungen zwischen den Regierungen Frankreichs und Italiens.
Am folgenden Demonstrationssamstag war die Zahl der Demonstranten weiter rückläufig, während die anfängliche Zustimmung in der Bevölkerung in eine ablehnende Haltung zu der Bewegung umschwang. Am Samstag, 16. Februar fand der 14. Protesttag statt, mit weiterhin rückläufiger Teilnehmerzahl – auch die ausnahmsweise zusätzlich für Sonntag, dem 17. Februar ausgerufenen Demonstration in Paris, zum 3. Monatstag der Proteste, versammelte nur noch zwischen 1000 und 2000 Personen. Die Medienberichterstattung des Wochenendes war von gewaltsamen Ausschreitungen gegen die Polizei in Lyon und antisemitischen Beschimpfungen gegen Alain Finkielkraut überschattet.
Nachdem die Demonstrationen im Februar und Anfang März weitgehend ruhig verliefen, kam es am 18. Demonstrationssamstag, den 16. März 2019 in Paris vor allem auf den Champs-Élysées und rund um den Triumphbogen wieder zu einer Zunahme der Gewalt durch bis zu 1500 Randalierer unter den Demonstranten, die eine Bank und Kioske in Brand setzten, Vitrinen einschlugen und Geschäfte plünderten. Die Regierung erklärte daraufhin, die Sicherheitskräfte hätten unsachgemäß reagiert, suspendierte den Polizeipräfekten von Paris von seinem Dienst und verschärfte die Bestimmungen gegen unangemeldete Demonstrationen; für den folgenden Samstagen wurden Demonstrationen u. a. auf den Champs-Elysées untersagt.
Die stetig sinkenden Teilnehmerzahlen der Samstagsdemonstrationen führten zu einer zunehmenden Radikalisierung, die sich in einer scharfen, personalisierte Ablehnung von Emmanuel Macron (und der von ihm angeregten „großen Debatte“), sowie der Denunziation vermeintlicher Polizeigewalt manifestiert. Am 20. April kam es zu verbalen Äußerungen gegenüber Polizisten; Gelbwesten skandierten in Richtung der Beamten „bringt euch um, bringt euch um“, eine Anspielung auf eine Reihe von Selbstmorden unter Polizisten seit Beginn des Jahres. Die Staatsanwaltschaft leitete Ermittlungen wegen Beleidigung von Amtspersonen ein. Am selben Tag kam es im Rahmen der Proteste ebenfalls erneut zu Ausschreitungen und Brandstiftungen; 200 Personen wurden festgenommen.
Am Mittwoch, den 1. Mai nahmen Gelbwesten an den traditionellen Umzügen der Gewerkschaften zum Tag der Arbeit teil; laut Innenministerium, lag die Zahl der Teilnehmer bei 164.400 landesweit (gegenüber 143.500 am 1. Mai 2018); die Gewerkschaften sprachen von insgesamt 310.000 Teilnehmern. Am Rande der Demonstrationen kam es erneut zu Ausschreitungen von Randalierern unter den Demonstranten mit der Polizei.

### Abklingen der Bewegung
Am 26. Mai 2019 fanden die Wahlen zum Europäischen Parlament statt, die erste Wahl seit Beginn der Proteste. Drei Wahllisten aus dem Umfeld der Gelbwestenbewegung (« Evolution citoyenne », « Alliance jaune » und « Mouvement pour l’initiative citoyenne ») hatten sich zur Wahl gemeldet; zusätzlich traten Kandidaten der Bewegung u. a. in den Listen der beiden souveränistischen Rechtsparteien DLF und Les Patriotes (auf wenig aussichtsreichen Listenplätzen) auf. Insgesamt erreichten die drei Listen ungefähr 0,5 % der Stimmen und somit kein Abgeordnetenmandat; auch von den bei anderen Parteien auftretenden Gelbwesten erlangte keiner ein Mandat. Laut einer Umfrage Ifop vom 24. Mai, gaben 44 % der Anhänger an, für das Rassemblement National von Marine Le Pen wählen zu wollen. Mit einer politischen Berichterstattung, die sich fortan auf die Wahlen und deren Folgen konzentrierte, flaute das Interesse und die Unterstützung für die Gelbwesten zunehmend ab; die wöchentlichen Demonstrationen mobilisierten fortan nur noch einen Bruchteil der Teilnehmer, und das Innenministerium veröffentlichte ab Ende Juni keine Teilnehmerzahlen mehr. Dennoch kam es am Rande der Feierlichkeiten des französischen Nationalfeiertags am 14. Juli zu Buhrufen gegen Macron und am Nachmittag zu erneuten Ausschreitungen auf den Champs-Elysées in Paris.
Über den Verlauf des Sommers und Herbsts 2019 kam es weiterhin zu wöchentlichen Demonstrationen, vor allem in der Provinz; die Anzahl der Teilnehmer war aber stark rückläufig – zum Jahrestag der ersten Demonstration hofften die weiterhin aktiven Organisatoren, die Bewegung mit deutlich erhöhten Teilnehmerzahlen neu zu beleben; am 16. November 2019 war die Teilnahme aber mit 28.000 Demonstranten landesweit relativ gering und wurde durch Ausschreitungen von 200 bis 300 Krawallmachern vor allem in Paris weitgehend überschattet, die trotz großer Polizeipräsenz und weitgehenden Sperrzonen Fahrzeuge in Brand setzten und Vitrinen zerstörten.

## Zwischenfälle und Ausschreitungen

### Gewalttaten gegen Personen und Sachbeschädigungen

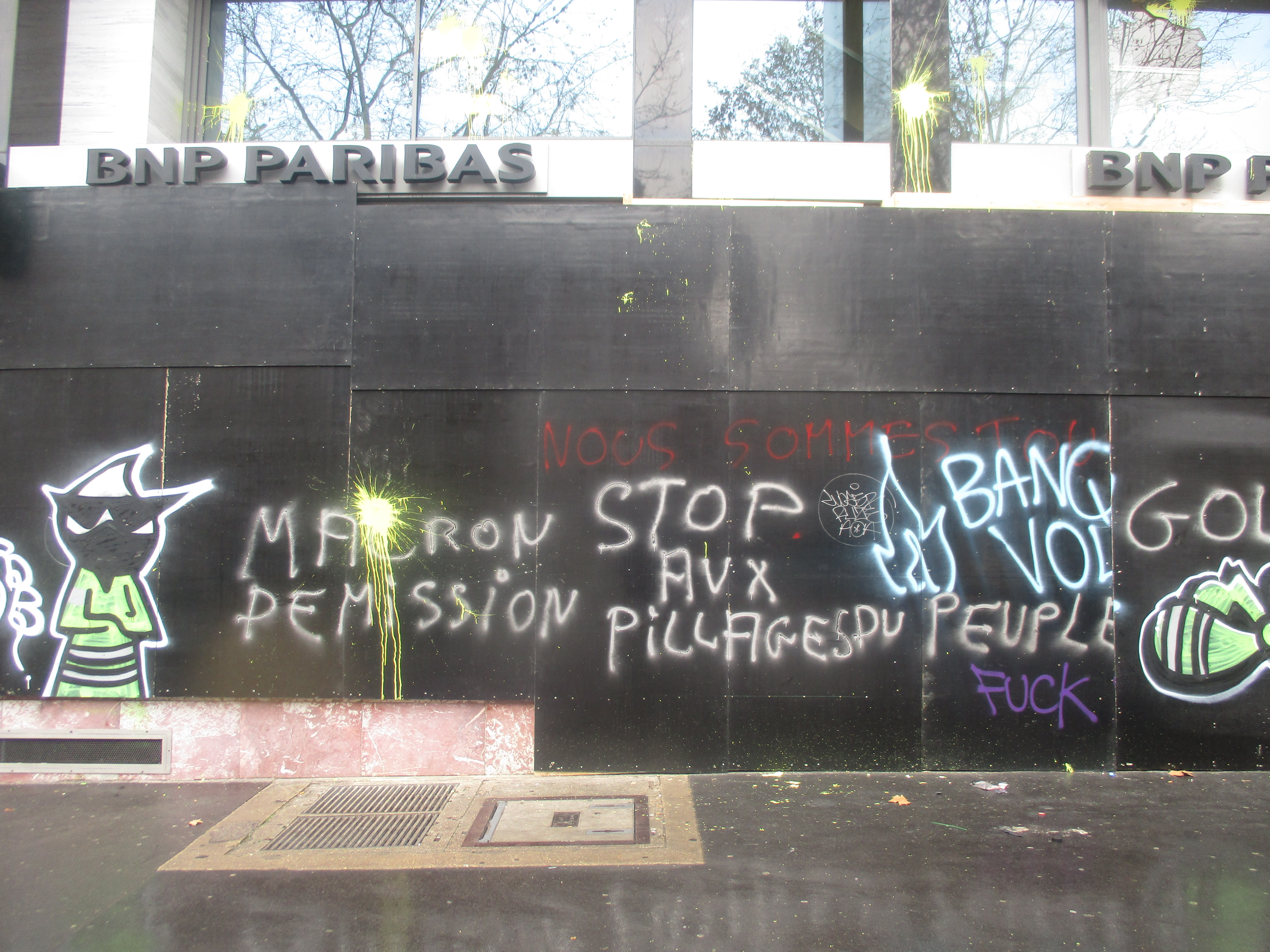
Graffiti mit politischen Botschaften

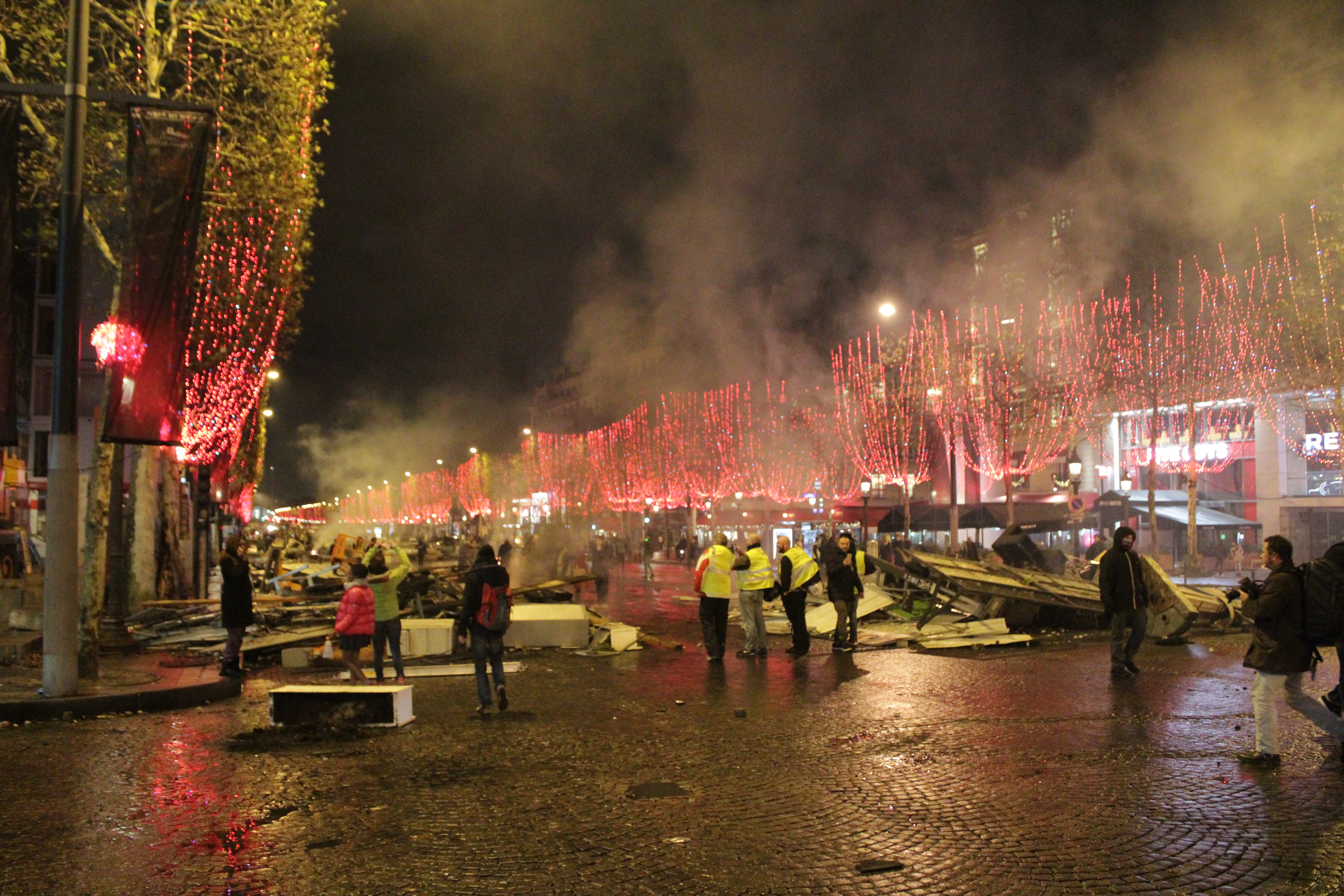
Improvisierte Straßenbarrikaden auf der Avenue des Champs-Élysées, Paris

Bei den anfangs polizeilich unangemeldeten Samstagsdemonstrationen gab es von Anfang an gewaltsame Ausschreitungen u. a. wegen fehlender zentraler Leitung der Bewegung und der Teilnahme von extremistischen Krawallmachern, darunter Mitglieder des gewaltbereiten sog. Black Bloc.
So wurden Anfang Dezember 2018 bei Ausschreitungen in Paris eine Plastik der Marianne sowie weiteres Inventar des Arc de Triomphe, dessen Plattform Gelbwesten besetzten, schwer beschädigt. Selbst das Grabmal des unbekannten Soldaten unter dem Triumphbogen war bei den Zusammenstößen von Demonstranten und Polizei in Gefahr in Mitleidenschaft gezogen zu werden. Da die Gewalt hauptsächlich im Zentrum von Paris auftrat, fuhren viele Anhänger der Gelbwesten aus Angst nicht dorthin, sondern blockierten Verkehrsknotenpunkte im ganzen Land. Des Weiteren versuchten Demonstranten, Sicherheitsbarrieren am Elysée-Palast zu durchbrechen. Am Abend des 23. November 2018 wurde in Angers ein 45-jähriger Demonstrant festgenommen, der ein Gespräch mit Präsident Emmanuel Macron erzwingen wollte, indem er sich eine Sprengstoffvorrichtung um den Hals band. Der Mann ergab sich nach einigen Stunden der Polizei. Bei den Protestaktionen am 5. Januar drangen Anhänger der Protestbewegung trotz erhöhter Polizeipräsenz mit einem Gabelstapler in das Ministeriumsgebäude des Regierungssprechers Benjamin Griveaux in Paris ein. In Dijon wurde am gleichen Tag eine Polizeikaserne angegriffen; dabei wurden sieben Gendarmen verletzt, zwei davon erlitten schwere Verletzungen. Am 9. Februar kam es in Lyon auf offener Straße zu direkten gewalttätigen Auseinandersetzungen zwischen extrem rechten und linken Gelbwesten.
Außerdem beklagte Reporter ohne Grenzen in einem Bericht vom April 2019 gewalttätige Übergriffe auf Medienschaffende bei den Protesten.
Die Ausschreitungen waren von Brandstiftungen begleitet, es wurden dabei regelmäßig Barrikaden und Fahrzeuge in Brand gesteckt. Es wurden auch Läden und Kioske angezündet, Anfang Dezember 2018 wurde Feuer an die Polizeipräfektur von Puy-en-Velay gelegt und im März 2019 ging ein siebenstöckiges Wohnhaus in Flammen auf, bei dem im Erdgeschoss eine Bankfiliale war.

### Verunglimpfungen und verbale Gewalt
Am Rande der Demonstrationen wurden häufig antisemitische Plakate, Graffiti, Parolen und Gesten geortet; so fielen bereits im Dezember 2018 Demonstranten mit dem Zeigen von antisemitischen Gesten auf,
Am 16. Februar 2019 wurde der Philosoph Alain Finkielkraut, der die Gelbwestenbewegung zu Beginn der Proteste verteidigt hatte, von Demonstranten auf der Straße offen mit judenfeindlichen Parolen beschimpft und musste von der Polizei in Schutz genommen werden, wobei der später festgenommene Wortführer aus der salafistischen Szene stammen soll.

### Reaktion des Staates
Die Regierung kündigte ein hartes Vorgehen gegen gewalttätige Demonstranten an. Am 8. Dezember 2018 setzten die durch die CRS verstärkten Polizeikräfte in Paris Tränengas,
Wasserwerfer,
Blendgranaten
und mehrere Panzerfahrzeuge ein.
Am 22. Dezember wurde u. a. auch Éric Drouet, einer der Gründer der Bewegung, kurzzeitig festgesetzt, da er laut Polizeiangaben eine untersagte Waffe (einen Knüppel) mit sich führte und als Organisator einer nicht behördlich angemeldeten Demonstration angesehen wurde.
Am 2. Januar 2019 wurde er wiederum, angeblich wegen erneuter Organisation einer nicht genehmigten Demonstration, kurzzeitig in Paris festgenommen.
Insgesamt wurden bis Anfang Januar 2019 über 4500 Personen für Ausschreitungen vorübergehend festgehalten; knapp 700 Angeklagte wurden bis Anfang Januar dem Strafrichter (für Handlungen vor Mitte Dezember) vorgeführt mit 216 Verurteilungen zu Haftstrafen.
Die Demonstranten beklagten sich über die von der Polizei angewandten Methoden – im Laufe der Demonstrationsmonate, wurde die Thematik der zunehmend vermeintlichen Polizeigewalt einigender Treiber der Proteste. Die Menschenrechtskommissarin des Europarats Dunja Mijatović, die sich Ende Januar 2019 in Paris über mögliche Menschenrechtsverletzungen bei den Protesten informierte, hat Ende Februar 2019 das Vorgehen der französischen Sicherheitskräfte gegen „Gelbwesten“-Demonstranten in einem Bericht scharf kritisiert und ein vorläufiges Verbot von Hartgummigeschossen gefordert. In ihrem Bericht heißt es, dass die „Zahl und die Schwere der Verletzungen“ die Methoden der Sicherheitskräfte in Frage stelle. Die französischen Behörden sollten zudem detaillierte Zahlen zu Verletzten vorlegen. Zugleich verurteilte sie die Gewalt gegen Sicherheitskräfte sowie rassistische, antisemitische und homophobe Äußerungen einiger Demonstranten.
Am 5. Mai 2019 veröffentlichten weit über tausend französische Künstler (darunter Juliette Binoche, Emmanuelle Béart, Jeanne Balibar, Swann Arlaud, Annie Ernaux, Edouard Louis, Stanislas Nordey, Elli Medeiros, Jean-Claude Petit, Anouk Grinberg, Frank Margerin und Simon Abkarian) einen offenen Brief, in dem sie die Gelbwesten unterstützen und insbesondere das gewaltsame Vorgehen der Polizei beklagen:

„Die Bilanz der Repression verschlimmert sich wöchentlich. Am 19. April 2019 gab es bereits einen Todesfall, 248 Kopfverletzungen, 23 Personen, die ein Auge verloren haben, 5, die den Verlust ihrer Hand zu beklagen haben. Es ist unserer Republik unwürdig.
Und wir sind nicht die Ersten, die dies anprangern: Amnesty International, die Liga für Menschenrechte, die Vereinten Nationen, die Europäische Union, der Bürgerbeauftragte, sie alle verurteilen die Polizeigewalt gegen Gelbwesten in Frankreich. [...]
Die bedrohlichste Gewalt ist die wirtschaftliche und soziale. Es ist die Gewalt einer Regierung, die die Interessen einiger weniger auf Kosten aller verteidigt. Es ist die Gewalt, die ihre Spuren auf Körper und Geist derjenigen hinterlässt, die sich kaputtarbeiten, um zu überleben. ... Wir lassen uns nicht täuschen! Wir können die übermäßig abgenutzten Strategien sehen, mit denen die Gelbwesten diskreditiert werden sollen, die als Antiökologen, Extremisten, Rassisten beschrieben werden.“

## Entgegenkommen der Regierung
Am 4. Dezember 2018 verkündete Premierminister Édouard Philippe die Aussetzung der Steuererhöhungen zum 1. Januar 2019 für sechs Monate. Davon unbeeindruckt kündigten die Gelbwesten an, den Protest fortzusetzen. Emmanuel Macron wandte sich schließlich in einer Fernsehansprache am 10. Dezember 2018 an die Franzosen: Die Ereignisse der letzten Wochen hätten die Nation verstört. Den Gewaltausbrüchen werde man kompromisslos entgegentreten. Wut und Ärger der Protestierenden dagegen seien in mancher Hinsicht legitim und vielleicht als Chance nutzbar. Was da jetzt hochkoche, sei eine in 40 Jahren aufgestaute Malaise, auf die man in den anderthalb Jahren seiner Präsidentschaft nicht schnell und nicht überzeugend genug Antworten gefunden habe: Es erscheine so, als habe man die sozial Schwächeren vergessen und beiseite gelassen. Er, Macron, übernehme dafür seinen Verantwortungsanteil; auch sei er sich bewusst, dass er manche mit seinen Äußerungen verletzt habe. Die Regierung werde nun aber dafür sorgen, dass alle Franzosen von ihrer Arbeit in Würde leben können. Vier konkrete, kurzfristig umzusetzende Maßnahmen kündigte er an: eine staatliche Subvention des Mindestlohns von bis zu 100 Euro im Monat; Steuer- und Abgabenbefreiung von Überstundenvergütungen; Entlastung von Rentnern mit einem Monatseinkommen unter 2000 Euro; eine abgabenfreie, freiwillige Prämie der Arbeitgeber für Arbeitnehmer zum Jahresende. Ausdrücklich ablehnend äußerte sich Macron zu der von der Gelbwestenbewegung ebenfalls geforderten Wiedereinführung der Vermögenssteuer. Inzwischen ging die Regierung auf bestimmte Forderungen der Gelbwesten ein. Sie kippte die Steuererhöhungen auf Kraftstoff, beschloss Steuererleichterungen für Rentner, Nicht-Besteuerung von Überstunden und eine Erhöhung des Mindestlohnes um 100 Euro pro Monat.
In Kommentaren zu den Ankündigungen wird auf die schwierige innenpolitische Stellung des Staatspräsidenten verwiesen; gleichzeitig beobachtete die Europäische Union die sozialpolitischen Zugeständnisse hinsichtlich der Auswirkungen auf das Defizit der französischen Staatsfinanzen kritisch. Bezüglich der Zweckmäßigkeit der Maßnahmen wurde darüber hinaus kritisiert, dass diejenigen, die Teilzeitjobs oder keine Arbeit haben, sowie Rentner mit einer geringen Rente, nicht profitieren würden. Auch die Pläne zur Überstundenvergütung wurden kritisiert, die eine Zunahme von Überstunden fördern würden.

### Große Nationale Debatte
Des Weiteren reagierte Emmanuel Macron, dem anfangs ein Mangel an Kommunikation vorgeworfen wurde, auf die Proteste Anfang Januar mit Ausrufung einer „Großen Nationalen Debatte“ (grand débat national) und einem Brief (Lettre aux Français) an jeden Bürger, der am 13. Januar verschickt wurde.
Zum Auftakt der Debatte traf er sich am 15. Januar 2019 mit ersten 600 Bürgermeistern in Grand Bourgtheroulde (Normandie), die in eine Hochsicherheitszone verwandelt wurde, auch aus Angst, Vertreter der Gelbwestenbewegung könnten für Unruhe sorgen. Der Bürgermeister von Grand Bourgtheroulde überreichte dem Präsidenten ein „Beschwerdenheft“ (cahier de doléances). In diesem Beschwerdeheft haben 110 Bürger der Gemeinde in den vergangenen Wochen ihre Forderungen niedergeschrieben, wie auch zahlreiche andere in tausenden Gemeinden Frankreichs, die zum großen Teil mit der Bewegung sympathisieren.
In den Gemeinden sollten von Mitte Januar bis Mitte März Debatten mit interessierten Bürgern stattfinden.
Am 25. April 2019 stellte Macron schließlich seine durch den Dialog aktualisierten Reformpläne in einer Fernsehansprache und Pressekonferenz vor. Als innenpolitische Maßnahmen sind unter dem Motto der Versöhnung von Stadt und Land dabei eine stärkere Dezentralisierung des Landes mit mehr lokaler Bürgerbeteiligung, ein Stopp der Schließung von Schulen und Krankenhäusern auf dem Land und die Abschaffung der zentralen Eliteverwaltungsschule ENA vorgesehen.

### Fortsetzung des Reformkurses
Nachdem die Teilnehmerzahlen an den planlosen Gelbwestenproteste im Juni 2019 stark abgesunken waren, setzte die Regierung ihr zwischenzeitlich ausgesetztes Reformprogramm fort. Die Regierung beabsichtigt einerseits, den Ansporn für eine Arbeitsaufnahme zu erhöhen, indem das Arbeitslosengeld sowohl in der Höhe als auch beim grundsätzlichen Anspruch gekürzt werden soll und andererseits plant die Regierung, Unternehmen mit einer zusätzlichen Steuer zu belegen, die Arbeitskräfte vorwiegend nur befristet einstellen.

## Kontext und Verhältnis zu politischen Strömungen
Die Gelbwestenbewegung gilt als eine der größten Protestbewegungen der fünften Republik. So viel Gewalt wurde in Paris zuletzt bei den Protesten im Mai 1968 von Protestierenden ausgeübt. 2016 wies die Bewegung Nuit debout mittels Protestaktionen auf soziale Ungleichheiten hin.
Dabei war die Zusammensetzung der Bewegung anfangs „breit und diffus“, radikalisierte sich aber später, insbesondere nachdem die Regierung Zugeständnisse gemacht hatte. Sowohl linke wie rechte Parteien und Gruppen versuchten sich die Protestbewegung zu eigen zu machen: Die linkspopulistische Partei La France insoumise, der rechtsextreme Rassemblement National (bis Juni 2018 Front National) und die Gewerkschaft CGT reklamierten die Ziele und den Protest der Gelbwesten für sich. Die Gelbwestenbewegung stand auch in der Tradition des Poujadismus der 1950er Jahre.
Im Verlauf der Ereignisse wurde das Narrativ populär, die Gelbwestenbewegung richte sich in erster Linie gegen den politischen Kurs des Staatspräsidenten Emmanuel Macron und seiner Regierung Philippe. Geplante Preiserhöhungen für Benzin und Diesel durch eine Erhöhung der Taxe intérieure de consommation sur les produits énergétiques (abgekürzt TICPE oder TIPP) lösten die öffentlichen Proteste aus. Die Neue Zürcher Zeitung (NZZ) wies darauf hin, dass Frankreich 2017 mit 46,2 Prozent die höchste Abgabenquote aller 36 OECD-Mitgliedsstaaten hat. Dies betrifft in erster Linie kleine und mittlere Unternehmen, deren Sozialabgaben für das Jahr 2018 durch die Regierung deutlich gesenkt wurden; viele Betroffene sehen das immer noch als zu hoch an. Die Einkommensteuer zählt hingegen zu den niedrigsten in Europa.
Élie Cohen, ehemaliger Ökonomieprofessor an der École nationale d’administration, stellt die Proteste in einen Zusammenhang mit einem Phänomen, das alle hochentwickelten westlichen Länder betreffe: Die Kaufkraft der unteren Mittelschicht stagniere dort seit zehn Jahren, während ihre monatlichen festen Ausgaben im selben Zeitraum stark gestiegen seien. Macron habe unpopuläre Entscheidungen getroffen in der Absicht, den Wirtschaftsstandort attraktiver zu machen und einem Prozess der Deindustrialisierung in Frankreich zu begegnen.
Der Parteivorsitzende der Republikaner, Laurent Wauquiez, traf sich medienwirksam mit Demonstranten, distanzierte sich aber nach den Gewaltausbrüchen wieder.
Sprecher der Gelbwesten bekräftigten, dass sie sich von Parteien oder Institutionen abgrenzen, um eine möglichst breite und vielfältige Mobilisierung zu ermöglichen. Am 21. November 2018 hatte der fraktionslose Abgeordnete Jean Lassalle während einer Sitzung des Parlaments demonstrativ eine gelbe Warnweste an, was zu einer Unterbrechung der Sitzung der Nationalversammlung führte. Die Politikwissenschaftlerin Chantal Mouffe sieht in der Bewegung die Möglichkeit zu einer von breiter Bevölkerung getragenen linken Politik gegen den Neoliberalismus.
Während der Philosoph Alain Finkielkraut anfangs den „würdevollen Ausdruck von Leid und Verzweiflung“ bei den Gelbwesten unterstützte, ihnen später aber zunehmende Unklarheit ihrer Ziele und Rastlosigkeit vorwarf, sah der Publizist Bernard-Henri Lévy die Gefahr der Unterwanderung durch „Braunwesten“ und erinnerte an faschistische Gruppen im Frankreich der 1930er Jahre. Der deutsch-französische Politiker Daniel Cohn-Bendit kritisierte die Protestaktionen: „Diese Bewegung hat mehr als nur leicht autoritäre Züge. Sie lehnt das Gespräch ab, sie will keinen Kompromiss finden.“ Den Vergleich mit 1968 nannte er grotesk. Der französische Historiker Denis Peschanski und andere Beobachter bescheinigten der Gelbwestenbewegung, sie sei als solche zwar nicht unterschwellig antisemitisch, aber – wie auch eine Studie bestätige – „stärker als alle anderen anfällig für Komplotttheorien […] – seien das die Illuminati, die zionistische Weltverschwörung oder die ‚große Ablösung‘“. „An ihren ‚Rändern‘“ sei es immer wieder zu antisemitischen Manifestationen gekommen; auf Transparenten war beispielsweise in Bezug auf Macron zu lesen „pute à juif“ („Judenhure“) oder „Macron = Sion“. In verschwörungstheoretischen Vorstellungen von einer angeblichen Verstrickung „der Banken“, „der Medien“ und „der Juden“ mit dem „System“ finde sich ein „Überschneidungspunkt mancher antikapitalistisch-antiliberaler Argumentationsmuster“ mit einem antisemitischen Weltbild, „das […] auch für eine Bewegung wie jene der ‚Gelbwesten‘ Anschlussfähigkeit bieten“ könne.

## Russischer Einfluss auf französische Klimapolitik
Es wird vermutet, dass Russland eine Rolle bei der Anstiftung zu den Revolten der Gelbwesten 2018 in Frankreich gespielt hat. Es ging darum, die Bemühungen der Regierung für ein Einführung einer nationalen CO2-Steuer zu sabotierten. Russische Trolle trugen dazu bei, Proteste und Ausschreitungen auf den Straßen anzustacheln. Diese verbreiteten Botschaften, die auf Klassenkonflikte und vermeintliche wirtschaftliche Ungerechtigkeiten anspielten. Obwohl die meisten Protestierenden Aktionen zum Klimaschutz unterstützten, lehnten viele von ihnen eine geplante Treibstoffsteuer ab. Die Trolle vermittelten den Eindruck, dass die Arbeiterklasse und die Armen diese Steuer zahlen müssten, und multinationale Konzerne davon finanziell profitieren würden.

## Bewertung der französischen Bevölkerung
Zu Beginn der Proteste im November 2018 schätzten Meinungsforscher, dass – je nach Umfrage – etwa 70 % der französischen Bevölkerung hinter der Bewegung standen, unter den Wählern Macrons waren es etwa 54 Prozent. Mit der Art des Protests konnten sich aber nur etwa 45 Prozent identifizieren. 15 Prozent unterstützten auch die gewalttätigen Ausschreitungen, darunter hauptsächlich Anhänger links- und rechtsextremer Parteien.
Mitte Dezember 2018 befürworteten nur noch etwa 45 % das Fortbestehen der Proteste, im Februar 2019 sank dieser Wert auf 38 %. Die zunehmende Radikalisierung der Demonstranten wird für die rückläufige Unterstützung für die Bewegung ursächlich gemacht.

## Rezeption im Ausland

### Nachahmung der Proteste

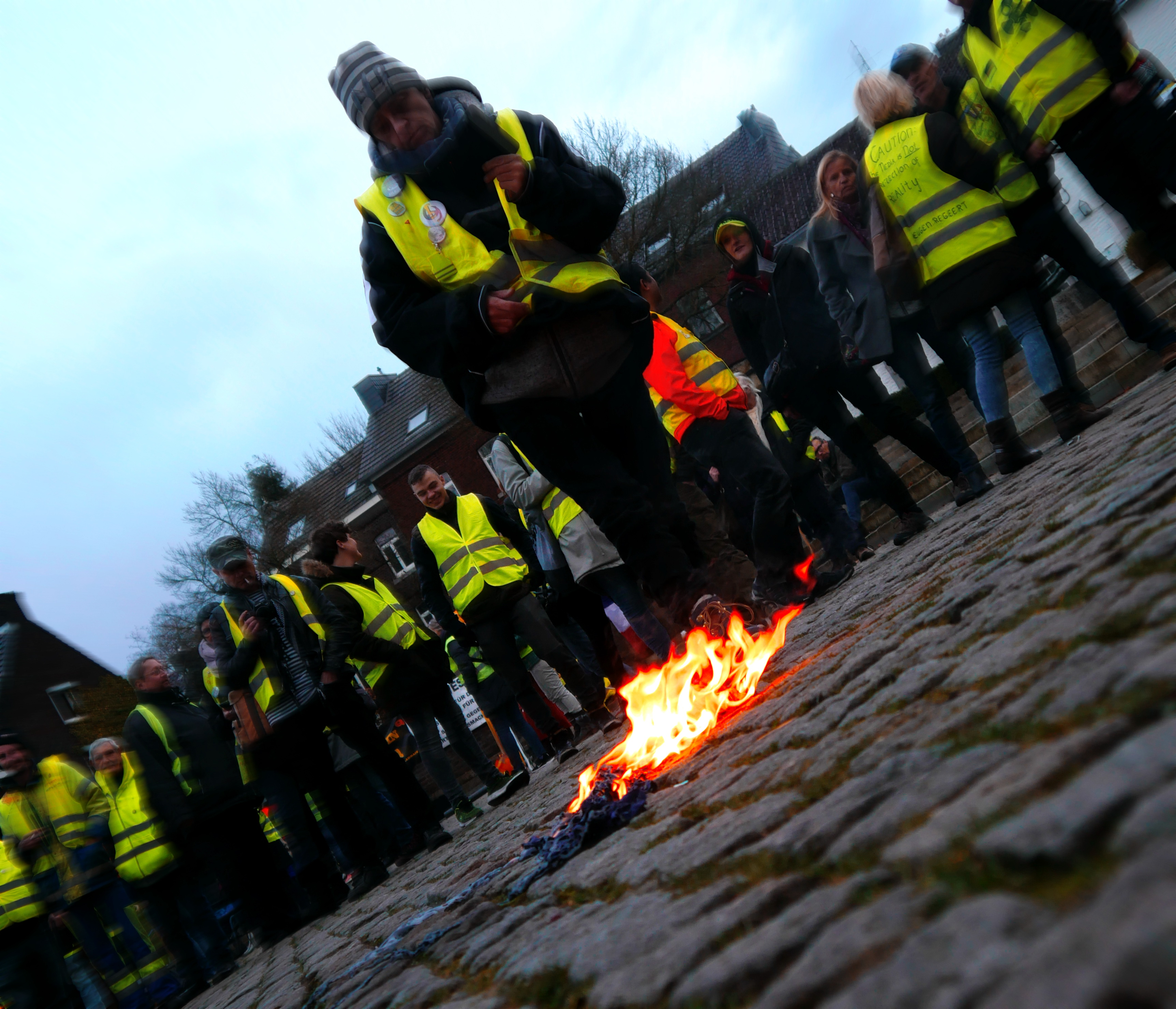
Internationales Gelbwestentreffen 2019 in Vaals mit deutschen, niederländischen und belgischen Teilnehmern.

In Belgien wurde die Forderung nach niedrigeren Spritpreisen aufgegriffen und in geringerem Ausmaß auch in den Niederlanden. In der belgischen Wallonie blockierten Gilets jaunes eine Autobahn und die Zufahrten zu mehreren Kraftstoffdepots und Raffinerien. Damit wurde hier der Protest gegen als zu hoch empfundene Kraftstoffpreise und eine sinkende Kaufkraft aufgenommen.
In Italien kam es am 24. November 2018 zu einer ersten Aktion von Gelbwesten in Genua. Vermummte Personen mit gelben Warnwesten blockierten dabei die Zufahrt zur Autobahn Genuas und schmierten Slogans gegen die Autobahngesellschaft Autostrade per l’Italia (ASPI), Betreiberin der am 14. August eingestürzten Morandi-Brücke, an die Wände einer Mautstelle.
In Portugal haben Demonstranten auf dem zentralen Platz in Lissabon am 21. Dezember den Straßenverkehr lahmgelegt, niedrigere Steuern gefordert und gegen die Korruption im Land protestiert. In der nördlichen Stadt Braga wurden Zugangsstraßen ganztägig blockiert.
Aufrufe auf Facebook zu entsprechenden Protesten wurden auf Drängen der Polizei entfernt, nachdem mehr als 40.000 Menschen Interesse an einer Teilnahme an der Veranstaltung bekundet hatten.
Im Stadtzentrum von Irlands Hauptstadt Dublin gab es im Dezember Protestaktionen vor dem Custom House und dem Leinster House gegen die Lage auf dem Wohnungsmarkt und für die Legalisierung von Cannabis als Arzneimittel. Der Verkehr im Stadtzentrum kam zeitweise zum Erliegen.
In Taiwan haben im Dezember 2018 an mehreren Tagen bis zu 20.000 Demonstranten der Gelbwestenbewegung unter anderem vor dem Finanzministerium in Taipeh friedlich für niedrigere Steuern demonstriert.
Um zu verhindern, dass sich die Gelbwestenbewegung auch auf Ägypten ausdehnt, haben die dortigen Behörden den Verkauf gelber Westen mindestens bis Ende Januar 2019 praktisch verboten. Unterstützer der Gelbwesten wurden mit der Begründung „Unterstützung einer Terrorgruppe“ verhaftet. In der Türkei wurde von der Staatsanwaltschaft ein Ermittlungsverfahren gegen den Fernsehjournalisten Fatih Portakal eingeleitet, weil er auf Twitter zu gewaltfreien Protestaktionen gegen die steigenden Lebenshaltungskosten aufrief, und sein Sender Fox Haber erhielt eine Geldstrafe der Medienaufsicht.
Nach Preiserhöhungen auf Elektrizität, Wasser und Lebensmittel gingen in Tel Aviv wiederholt Hunderte Bürger in gelben Westen auf die Straße.

### Vereinnahmung durch ausländische Politiker
Aufgrund der Gelbwestenbewegung kam es zu diplomatischen Verstimmungen zwischen Frankreich und Italien. Das Verhältnis beider Staaten hatte sich ohnehin seit dem Amtsantritt der Koalitionsregierung von Lega Nord und Fünf-Sterne-Bewegung (Kabinett Conte) im Juni 2018 aufgrund verschiedener Streitigkeiten stark abgekühlt. Nachdem sich Italiens stellvertretender Ministerpräsident Luigi Di Maio am 5. Februar 2019 nahe Paris mit führenden Vertretern der Gelbwestenbewegung getroffen und verschiedene Fotos des Treffens auf Twitter veröffentlicht hatte – mit der Bemerkung, dass der „Wind des Wandels“ nun auch „die Alpen überquert“ habe –, reagierte das französische Außenministerium mit einer Erklärung, in der „diese neue Provokation“ als „inakzeptabel“ qualifiziert wurde. Nachdem sich keine Entspannung ergab, berief Frankreich am 7. Februar 2019 seinen Botschafter in Italien „zu Konsultationen“ nach Paris ab.
Die Politikerin und Initiatorin der Organisation „Aufstehen“, Sahra Wagenknecht (Linke), veröffentlichte ein Video, in dem sie mit gelber Weste vor dem Kanzleramt steht und zu Protesten aufruft, ohne dass es zu bedeutenden Aktionen kam. So versammelten sich in München zur ersten Kundgebung auf deutschem Boden nach Polizeiangaben lediglich rund 100 Gelbwesten, während dort kurz zuvor bei einer anderen Demonstration gegen Mietwucher durchaus 10.000 Menschen auf die Straße gegangen waren. Der Soziologe und langjährige Attac-Beirat Dieter Rucht sah für eine Kopie der Bewegung in Deutschland kaum Potenzial.
Die Gelbwestenproteste werden in den Vereinigten Staaten von US-Präsident Donald Trump und konservativen Medien als Beleg für die Richtigkeit der Abkehr vom Pariser Klimaschutzabkommen gewertet. So leitete Trump Anfang Dezember 2018 einen Tweet eines US-amerikanischen konservativen Aktivisten weiter, nachdem in Paris von den Gelbwesten (übersetzt) „Wir wollen Trump“ skandiert worden sein soll. Diese Behauptung wird auch vom einflussreichen konservativen Radiomoderator Rush Limbaugh verbreitet und soll auf ein Video zurückgehen, das sich allerdings als eine Aufnahme aus London entpuppte. Im März 2019 twitterte Trump: „How is the Paris Environmental Accord working out for France? After 18 weeks of rioting by the Yellow Vest Protesters, I guess not so well!“

## Bilder

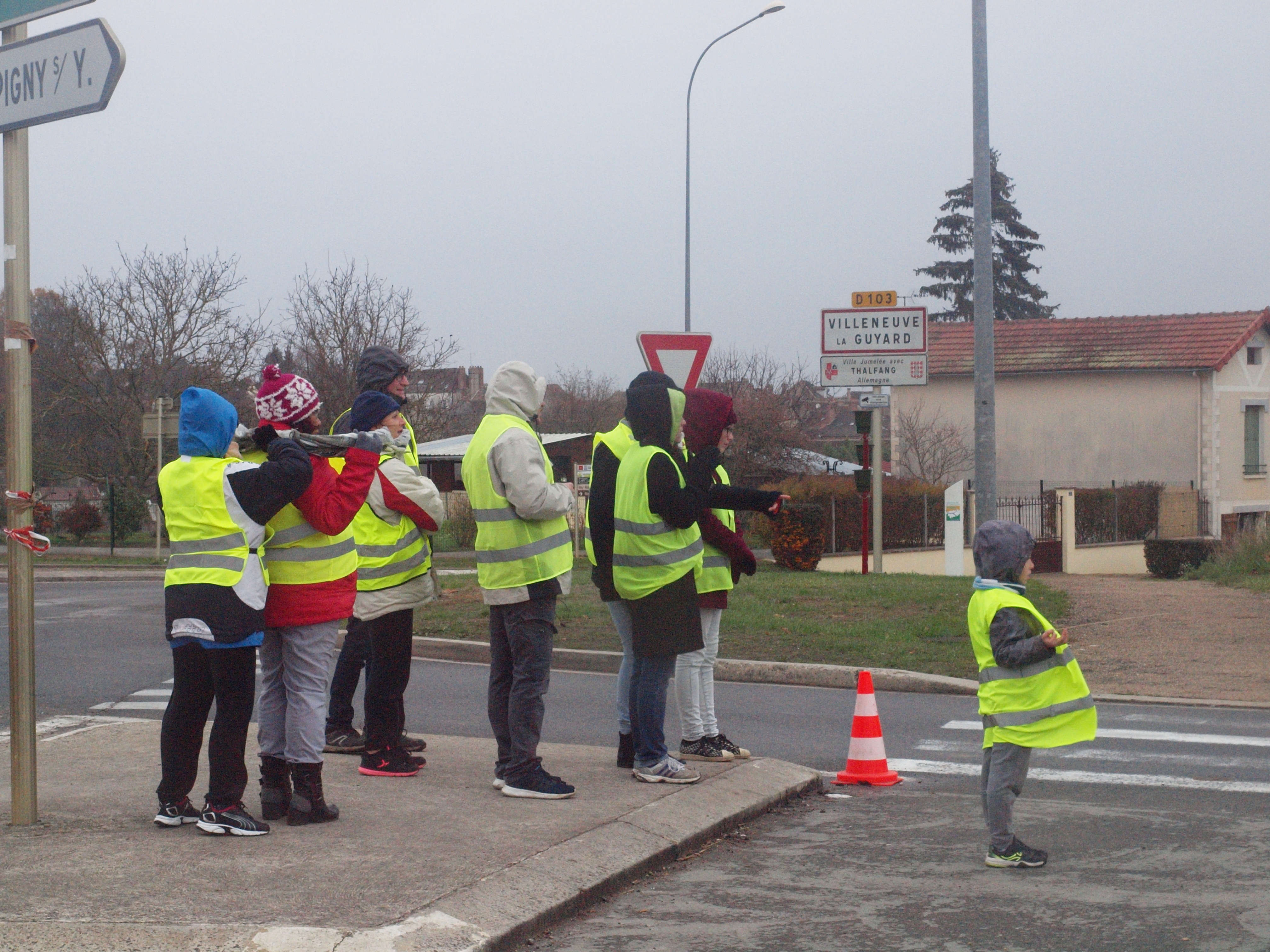
Gelbwestenprotest in Villeneuve-la-Guyard (Yonne) am 1. Dezember 2018
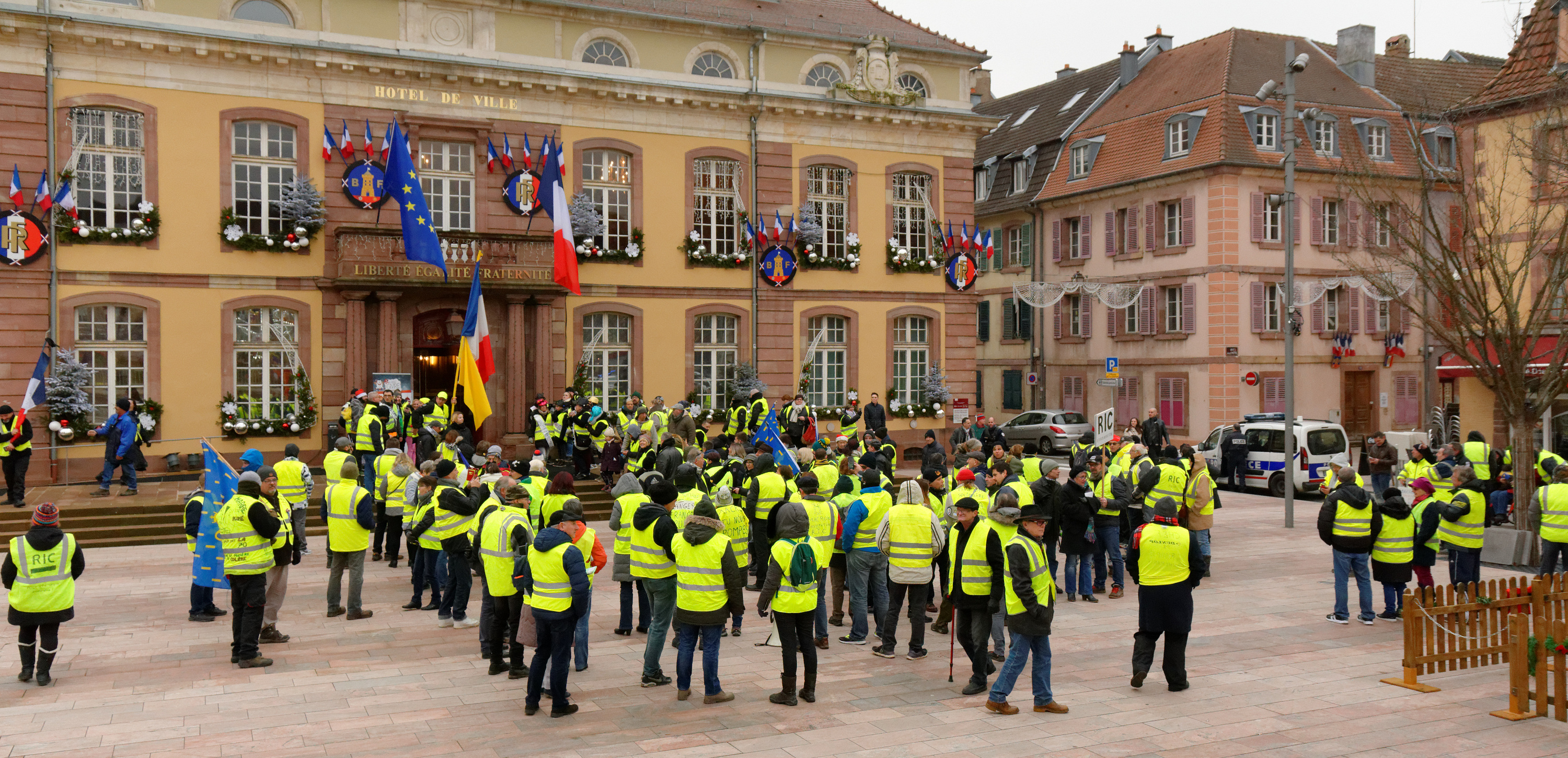
Gelbwesten vor dem Rathaus von Belfort am 29. Dezember 2018
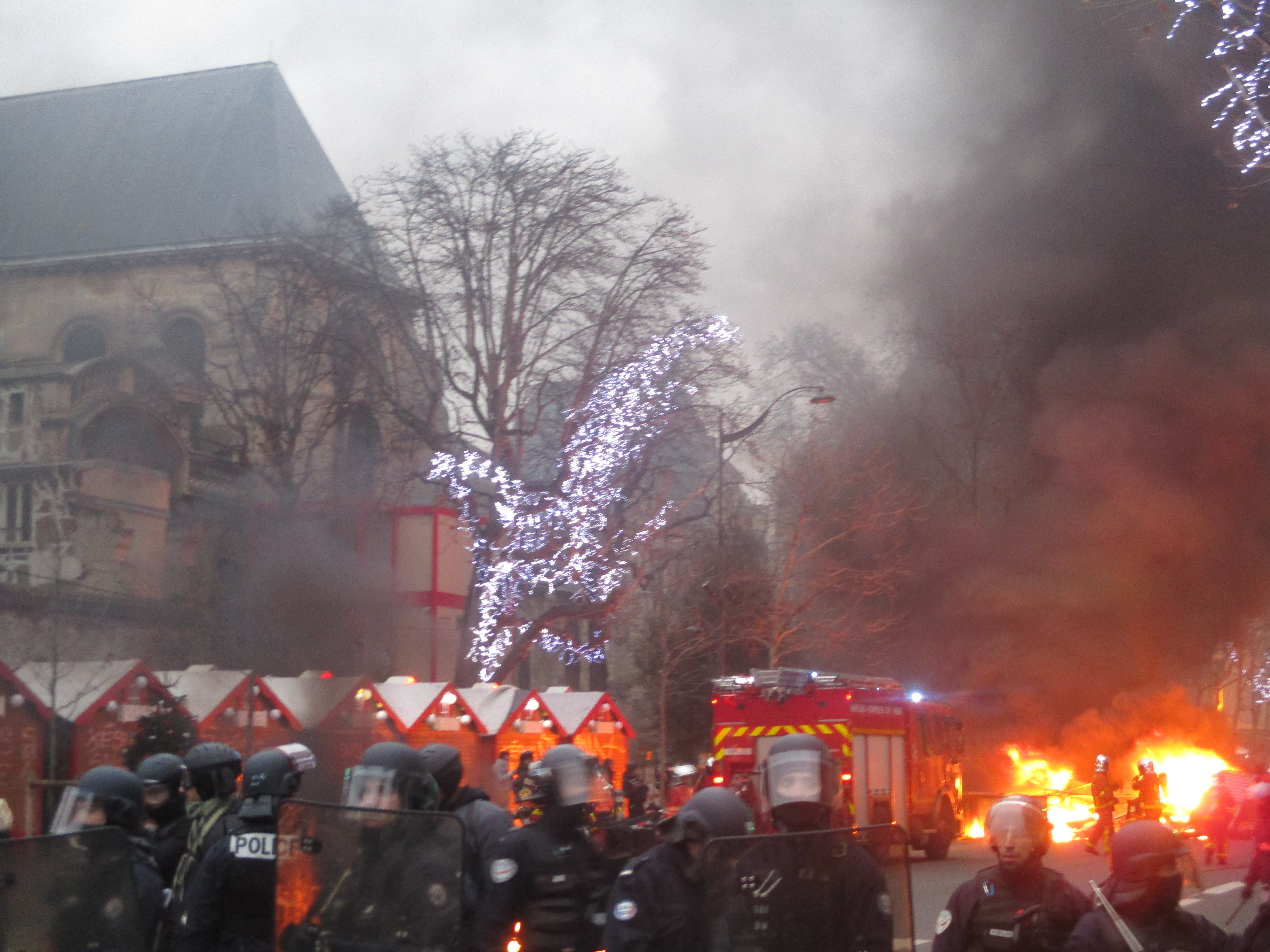
Brennende Straßenbarrikade auf dem Boulevard Saint-Germain, 5. Januar 2019